# Kaki de la Ribera del Júcar
Kaki de la Ribera del Júcar es una Denominación de Origen Protegida creada el 21 de octubre de 1998 que protege e identifica el cultivo del kaki en cuarenta y cinco municipios de la Comunidad Valenciana pertenecientes a las comarcas de la Ribera Alta y la Ribera Baja.

## Historia

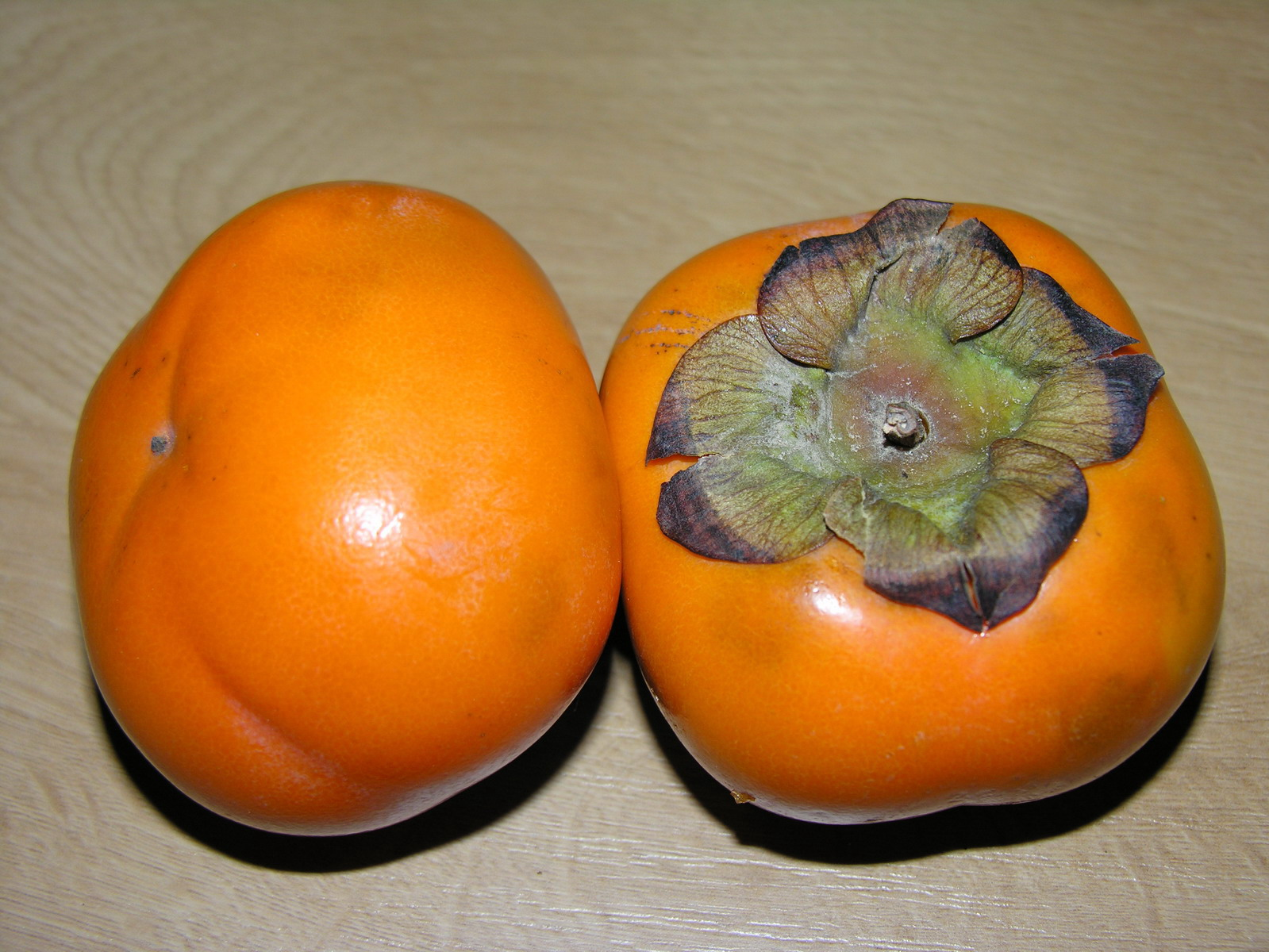
Kakis

El cultivo del kaki, originario de Japón y China, fue introducido en España en el siglo XIX. Debido a su peculiar climatología, la Comunidad Valenciana ha sido la región española con más producción de este fruto.
En la década de los sesenta del siglo XX surgió de manera espontánea en a localidad de Carlet la variedad rojo brillante que debido a sus grandes cualidades pronto fue injertada en otras plantaciones hasta llear a constuituir el 95% de la producción valenciana.

## Zona geográfica
El kaki de la ribera del Júcar se cultiva en los siguientes municipios:
Albalat de la Ribera, Almusafes, Benifayó, Corbera, Cullera, Favareta, Llaurí, Poliñá de Júcar, Riola, Sollana y Sueca de la Ribera Baja.

Alberique, Alcira, Alcántara de Júcar, Alfarp, Algemesí, Alginet, Antella, Benegida, Benimodo, Benimuslem, Carcagente, Cárcer, Carlet, Catadau, Énova, Fortaleny, Gabarda, Guadasuar, Alcudia de Carlet, Llombay, Manuel, Masalavés, Monserrat, Montroy, Puebla Larga, Rafelguaraf, Real de Montroy, San Juan de Énova, Sellent, Señera, Sumacárcel, Tous, Turís y Villanueva de Castellón de la Ribera Alta.

## Variedades
La única variedad protegida por la denominación de origen es la rojo brillante si bien se presenta en dos formas. La clásica, de pulpa blanda y roja y la pérsimon de pulpa anaranjada y dura. Para obtener esta última variedad los frutos se recogen aún sin madurar y son sometidos a un proceso para eliminar la astrigencia típica del kaki. Esta última variedad representa el noventa por cien de la producción